# IO (película)
IO (conocida en Hispanoamérica como IO, sola en la Tierra) es una película de ciencia ficción estadounidense de 2019 dirigida por Jonathan Helpert y protagonizada por Margaret Qualley, Anthony Mackie y Danny Huston. Fue estrenada mundialmente el 18 de enero de 2019 en Netflix.

## Sinopsis
Sam Walden es una joven científica que se aferra a vivir en la Tierra, que se encuentra devastada y a punto de morir. Cuando se le avisa que debe trasladarse lo antes posible hasta IO, una colonia espacial provisional donde se encuentra la mayor parte de la población mundial que logró sobrevivir, aparece de forma inesperada Micah, un hombre que inexplicablemente ha logrado sobrevivir en la Tierra y que tratará de ayudar a Sam a llegar a la colonia.

## Reparto
- Margaret Qualley es Sam Walden.
- Anthony Mackie es Micah.
- Danny Huston es el doctor Henry Walden.
- Tom Payne es Elon.

## Producción
En enero de 2015 se anunció que Elle Fanning y Diego Luna protagonizarían la cinta con Clay Jeter como director, partiendo de un guion escrito por Jeter, Will Basanta y Charles Spano. Sin embargo, en octubre de 2016, Margaret Qualley reemplazó a Fanning y Anthony Mackie tomó el lugar de Luna, con Danny Huston también escogido como parte del reparto. Jonathan Helpert reemplazó a Jeter como director del filme.

### Filmación y estreno
El rodaje dio inicio en 2016. Fue estrenada a nivel mundial el 18 de enero de 2019.